# Günter Jäger
Günter Jäger (21 dicembre 1935) è un ex calciatore tedesco, di ruolo difensore.